# Kerma
Il kerma, acronimo di Kinetic Energy Released in Matter (energia cinetica rilasciata nella materia) è una grandezza dosimetrica. Viene definita come la somma delle energie cinetiche di tutte le particelle cariche generate in un campione da parte di una radiazione indirettamente ionizzante (neutroni e fotoni) divisa per la massa del campione. 
{\displaystyle K={\frac {\mathrm {d} E_{\mathrm {cin} }}{\mathrm {d} m}}={\frac {1}{\rho }}\ {\frac {\mathrm {d} E_{\mathrm {cin} }}{\mathrm {d} V}}}
L'unità di misura è il gray (Gy). Alternativamente è definito come la somma delle energie delle particelle neutre entranti nella massa considerata, meno la somma delle energie delle particelle neutre uscenti escludendo quelle dovute all'irraggiamento (ad es. i fotoni prodotti dalla radiazione di frenamento degli elettroni (Bremsstrahlung)).
Nel caso di radiazione X, il kerma coincide quasi esattamente con la dose assorbita, si è cioè in condizione di equilibrio elettronico; per fotoni di energia maggiore, come i raggi gamma, vi sono delle differenze. 
L'interazione di questi fotoni con gli elettroni presenti nel mezzo (Effetto fotoelettrico o Compton) può liberare alcuni elettroni molto energetici che rilasceranno la loro energia al di fuori della regione di interesse. Questa energia viene contata nel kerma (energia cinetica trasferita dai fotoni agli elettroni) ma non nella dose assorbita (energia assorbita nel volume considerato).